# フェロレート・アンティーコ
フェロレート・アンティーコ（イタリア語: Feroleto Antico）は、イタリア共和国カラブリア州カタンザーロ県にある、人口約2,100人の基礎自治体（コムーネ）。

## 地理

### 位置・広がり

#### 隣接コムーネ
隣接するコムーネは以下の通り。
- ラメーツィア・テルメ
- マイダ
- ピアノーポリ
- セッラストレッタ

## 行政

### 分離集落
フェロレート・アンティーコには、以下の分離集落（フラツィオーネ）がある。
- Cardolo, Galli, Giacinti, Ievoli, Jevoli, Marcantoni, Pedia, Polverini, Scalo Ferroviario, Vaiola